# لا تظلموا النساء (فلم)
لا تظلموا النساء فيلم جريمة ودراما مصري  للمخرج حسن الإمام عام 1980. كتب القصة فيصل ندا وتعاون مع المخرج في كتابة السيناريو والحوار. الفيلم من بطولة هناء ثروت وحسين الإمام وتحية كاريوكا وسعيد صالح، وتدور أحداث الفيلم حول الخادمة فاطمة التي تقوم بتسليم نفسها للشرطة بعد قتلها لمخدومها الثري، إلا أن محاميها يكتشف اختلافًا بين ما قالته حول طريقة القتل وما حدث بالفعل.
صدر الفيلم إلى دور العرض المصرية في 17 مارس 1980.
منح موقع قاعدة بيانات الأفلام العربية «السينما.كوم» الفيلم درجة 5.8/ 10.

## طاقم التمثيل
هناء ثروت: في دور فاطمة عبد النبي
حسين الإمام: في دور المحامي أحمد عزت
تحية كاريوكا: في دور فضة (السجينة)
سعيد صالح: في دور زغلول (شقيق أحمد)
هالة فاخر: في دور مؤمنة (حبيبة زغلول)
محمد العربي: في دور وكيل النيابة
نعيمة الصغير: في دور فرفشة (السجينة)
شفيق جلال: في دور حنفي أبو سنة (المكوجي)
أحمد خميس: في دور مأمور سجن النساء
مصطفى متولي: في دور حسنين (خادم حمودة)
سيد الصاوي: في دور حمودة (تاجر وكالة البلح)
نجوى الموجي: في دور المعلمة هانم
سيد دعبس: في دور القاضي
وسيلة حسين: في دور مديرة دار الأحداث
منى قطان: في دور مشرفة السجينات
عهدي صادق: في دور سفروت (صبي المكوجي)
هريدي عثمان: في دور هريدي
سميحة توفيق: في دور السجينة
ناجي سعد: في دور مأمور السجن
نادية شمس الدين: في دور السجانة
فايزة عبد الجواد: في دور صاحبة التوكيل
حسن الأنور: في دور أحد القضاة
بالاشتراك مع: مها أبو عوف – بدرية عبد الجواد – نادية نور الدين – هيام إبراهيم – تغريد عبد الحميد – سعاد أحمد – عثمان منصور – راوية عامر – راوية حسين – عمر عز الدين – مصطفى كمال – مختار السيد.

## أحداث الفيلم
يعيش الشاب حموده (سيد الصاوى) حياة مستهتر، ويعمل في التجارة بوكالة البلح في قطع غيار السيارات المسروقة. يعتدى حمودة على خادمته الشابة، وعندما ظهر عليها علامات الحمل وطلبت منه الزواج، قام بدفعها لتسقط جثة هامدة امام ابنتها الصغيرة فاطمة عبد النبي، التي تم ايداعها إصلاحية الأحداث، وفي ذهنها مصرع والدتها. تشب فاطمة (هناء ثروت) وتتخرج من الإصلاحية، وتستضيفها مشرفة الإصلاحية نعيمه (وسيلة حسين). تتحايل فاطمة حتى تعمل خادمة لدى حمودة قاتل أمها بحثاً عن الإنتقام. يساعدها حسنين عبد الموجود (مصطفى متولى) خادم حمودة الذي كان ناقماً عليه لسوء أخلاقه وعلاقاته النسائية المتعددة. تعثرت فاطمة على مسدس حموده، وعندما دعاها لحجرة النوم، استجابت له، وأطلقت عليه رصاصة فقتلته وسلمت نفسها للبوليس وإعترفت بالقتل.
تعين المحكمة المحامى المبتدئ أحمد عزت (حسين الامام) للدفاع عن فاطمة، والذى يفشل في معرفة التفاصيل منها. يفتتح أحمد مكتباً للمحاماة ويساعده شقيقه الأكبر زغلول (سعيد صالح) ككاتب محامى. يحب زغلول الشابة مؤمنة (هالة فاخر) التي ترعى ثلاثة إخوة صغار.
يكتشف المحامي ان تقرير الطبيب الشرعي يفيد بإصابة حمودة بثلاث رصاصات، بينما اعترفت فاطمة بإطلاق رصاصة واحدة، وبالتحري بمساعدة مؤمنة وأخيه زغلول يكتشف ان حسنين خادم حمودة، قد حضر أثناء هروب فاطمة بعد واقعة إطلاق النار، واكتشف ان حمودة قد أصيب فقط ولم يمت، فقام بالإجهاز عليه برصاصتين فقتله، وقد قام حسنين بالاعتراف أمام المحكمة التي حكمت على فاطمة بالسجن ستة شهور مع إيقاف التنفيذ، لتخرج من السجن لا مأوى لها.

## روابط خارجية
- مقالات تستعمل روابط فنية بلا صلة مع ويكي بيانات